# Jean Roque
Jean Roque (1880-1925) est un peintre français.

## Biographie
Également connu sous le nom de Jean-Jacques Roque, Jean Roque est un peintre français né à Marseille le 8 janvier 1880. Il y passera toute son enfance avant de venir à Paris après avoir terminé ses études. À Paris, il restera quelque temps élève de Jean-Léon Gérôme en 1898, mais s'en éloignera rapidement car il trouve sa peinture trop classique voire « passéiste ».
Il fréquente le quartier de Montmartre et y fait la connaissance de nombreux peintres dont Steinlen qui réalisa son portrait.
Il affectionne particulièrement les paysages de sa Provence natale auxquels il consacrera l'essentiel de son œuvre. Contemporain de Louis-Mathieu Verdilhan et de Albert Marquet, on retrouve dans la peinture de Jean Roque la même modernité. Il aime mettre en exergue l'énergie des moments simples par la pureté de ses formes soulignées par la densité de la matière et des couleurs. Son œuvre s'inspire également de Paul Cézanne ou de Monticelli dans le traitement de la lumière . Il est par ailleurs bénéficiaire des bourses de voyages républicaines.
En 1911, il fait la connaissance de l'historien de l'art, Léon Rosenthal, qui lui consacrera un article dans le tome 13 de la revue L'Art et les Artistes d'Armand Dayot. Léon Rosenthal y apprécie notamment l'intérêt sincère de Jean Roque pour la vie, loin de toute vaine recherche formelle. Lors de la journée d'étude interdisciplinaire de Dijon le 22 septembre 2011, Anne-Sophie Aguilar souligne que l'article de Léon Rosenthal s'insère harmonieusement dans la revue, qui défend en matière artistique un réalisme sage et attaché au terroir, bien loin des préoccupations avant-gardistes. Cette même année, à l'occasion de la troisième exposition quinquennale des Prix et du Salon des Boursiers du Voyage, le style de Jean Roque sera qualifié de « hardi jusqu'à la brutalité » dans le tome 14 de la revue L'Art et les Artistes.

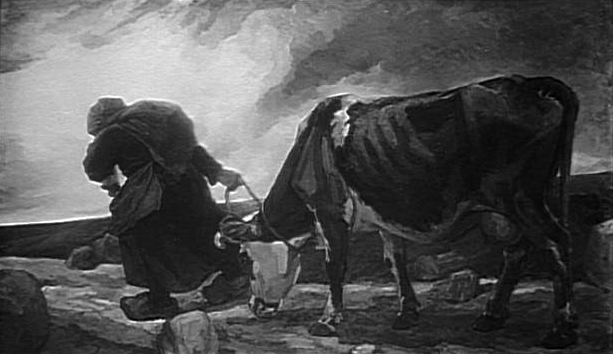
Le Retour (photo en noir et blanc).

En 1913, Il expose au salon des artistes français son tableau Le Retour, qui lui vaudra une médaille d'or.
Il travaille essentiellement à la peinture à huile. Il utilise la toile et le carton comme supports au début de sa carrière avant de se tourner - toujours dans un souci de modernité- vers les panneaux de bois qui feront leur apparition aux environs de 1920. En 1924, il sera peintre officiel de la Marine aux côtés de E. Barbaroux, J. R. Carrière, Paul Levéré, M. Moisset, René Quillivic, G. Rollin de Vertury, A. Theunissen, P. Leconte.
Il meurt le 6 décembre 1925 à Marseille, sa ville natale. Il y est enterré au cimetière Saint Pierre. La ville de Marseille a rendu hommage à Jean Roque en donnant son nom à une rue menant au Palais des Arts. Il a également donné son nom à un prix de l'Académie des Sciences, des Lettres & des Arts de Marseille.

## Œuvre
Malgré sa courte carrière, Jean Roque fut un artiste prolifique. L'inventaire de ses œuvres étant toujours en cours, il n'est présenté ici que les œuvres apparues récemment dans les ventes aux enchères publiques ou lors de l'exposition sur Louis Valtat et ses contemporains, aux Palais des arts de Marseille en 2012. Certaines œuvres ont également été présentées au public lors de l'exposition Fauves en Provence de 2010. Les collectionneurs privés participent également à cet inventaire. Les œuvres de Jean Roque n'étant pas toujours datées, leur chronologie est essentiellement réalisée à partir de l'évolution très marquée de son style ainsi que par les supports utilisés. Après une première période ou la couleur et la lumière sont omniprésentes dans sa peinture, son style évoluera vers des couleurs moins criantes et des contours plus nets pour faire ressortir le côté extraordinaire de scènes de vie ordinaires. À la fin de la Première Guerre mondiale, son travail évoluera encore: ses peintures effaceront l'humain au profit de paysages ou de représentations portuaires où la couleur vive et la lumière ne sont utilisées que par petites touches.
Malgré les très nombreux tableaux qu'il fit du Vieux-Port de Marseille, il n'a pratiquement jamais représenté Notre-Dame de la Garde. C'est sans doute dans un souci de différenciation autant que par rejet de ce symbole religieux qu'il n'a pas succombé aux charmes de cette vue très caractéristique de Marseille. Une des seules représentations connue de cette basilique par l'artiste est « le vieux port de Marseille et Notre Dame de la Garde ». Il s'agit d'un tableau assez sombre dans lequel Notre Dame domine nettement le vieux-port. Les proportions sont même modifiées, comme si la Basilique devait écraser le Vieux Port. Les peintures de l'artiste étaient habituellement représentatives mais celle-ci est clairement symbolique. Pour autant, deux interprétations différentes ont été proposées. Cette peinture ayant été réalisée peu de temps avant sa mort, la première interprétation veut que, malade, l'artiste a cherché à se « réconcilier avec la religion ». La deuxième englobe l'ensemble de l’œuvre de l'artiste très tournée vers les gens de mer: la basilique est en effet un lieu symbolique pour les marins qui se plaçaient sous la protection de la "bonne-mère" avant de partir en mer et l'artiste a cherché à lui rendre hommage. Quelle que soit l'explication, la fatigue de Jean Roque est de toute façon palpable dans cette peinture, où seuls les bateaux et les maisons situés au deuxième plan gardent dans leur traitement l'énergie propre à l'artiste.

### Première période (avant 1910)

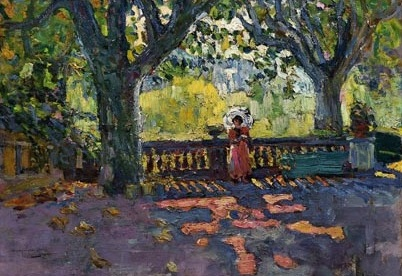
Élégante sur la terrasse

- Rochers en mer - huile sur toile, 1906-1908 (estimation)
- Élégante sur la terrasse - huile sur carton, 1906-1908 (estimation)
- Les Roches rouges à Agay - huile sur carton, 1908
- Femme assise - huile sur toile, 1910
- Piémontaise - huile sur toile, 1908-1910 (estimation)

### Deuxième période (1910-1919)

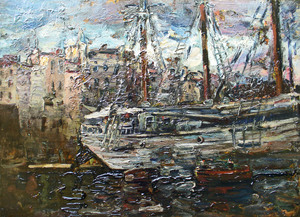
Le Port de Marseille

- Port de pêche animé - huile sur toile, 1911
- Paysage provençal - huile sur carton, 1911
- Village de pêcheur, bord de mer - huile sur carton
- Le Retour - huile sur toile, 1913
- Retour de pêche - pastel, 1913
- Le Port de Marseille - huile sur toile, 1914
- Bateaux à quai - huile sur toile, 1915 (estimation)
- Barque et pêcheurs au port - huile sur toile[4]
- Les Pêcheurs - huile sur panneau, 1919

### Dernière période (1919-1925)
- L'Intérieur du port de Marseille - huile sur toile, 1920 (estimation)
- Le Port de Marseille, le bassin de la Joliette - huile sur panneau
- Bateaux dans le vieux port - huile sur toile, 1920 (estimation)
- Cargo dans le port de Marseille - huile sur toile
- Le Vieux port de Marseille et Notre-Dame de la Garde - huile sur panneau, 1924 (estimation)

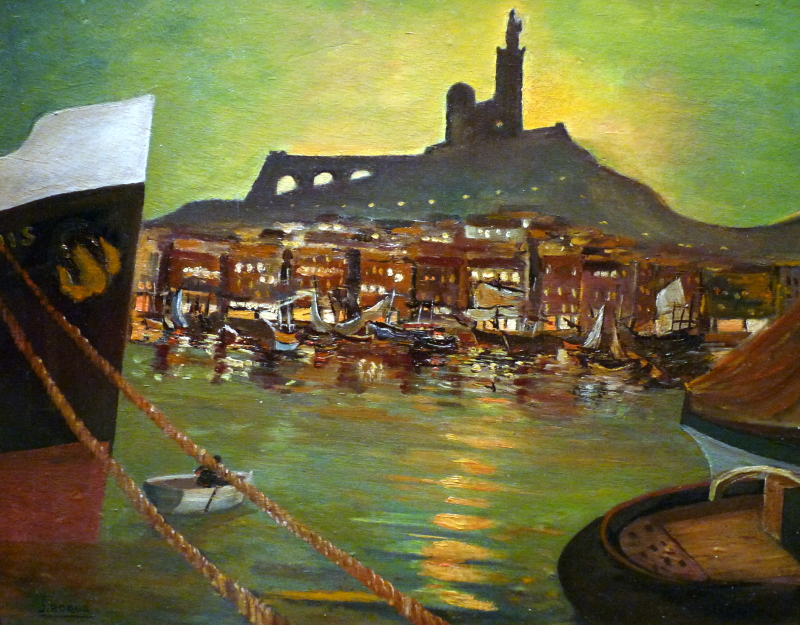
Le vieux port et Notre Dame de la Garde.